# インスリン様成長因子結合タンパク質7
インスリン様成長因子結合タンパク質7（インスリンようせいちょういんしけつごうタンパクしつ7、英: insulin-like growth factor-binding protein 7、IGF結合タンパク質7、IGFBP-7）は、ヒトではIGFBP7遺伝子にコードされるタンパク質である。このタンパク質の主要な機能は、組織内で利用可能なインスリン様成長因子（IGF）の量の調節と、IGFの受容体への結合の調節である。IGFBP-7はIGFに低い親和性で結合する。IGFBP-7はIGF-1受容体に結合し、その活性化を防ぐことも報告されている。また、IGFBP-7は細胞接着も刺激する。一部のがんへの関与も示唆されている。

## 相互作用
IGFBP7は、IGF-1、VPS24と相互作用することが示されている。

## RNA編集
IGFBP-7のpre-mRNAはRNA編集を受ける。2つの編集部位は、以前はSNPとしてdbSNPに登録されていた。

### 編集の種類
アデノシン（A）からイノシン（I）へのRNA編集はADARファミリーによって触媒される。ADARはpre-mRNAの二本鎖領域内のアデノシンを特異的に認識し、イノシンへ脱アミノ化する。イノシンは細胞の翻訳装置によってグアノシン（G）として認識される。ADARファミリーには3つのメンバーが存在し、ADAR1とADAR2のみが構成活性を持つメンバーである。ADAR3は脳で調節的役割を担うと考えられている。ADAR1とADAR2はさまざまな組織で広く発現しているが、ADAR3は脳に限定されている。RNAの二本鎖領域は、編集部位近傍の残基と、通常は隣接するイントロンにある残基との間での塩基対形成によって形成されるが、エクソン配列である場合もある。編集領域と塩基対を形成する領域は、ECS（editing complementary sequence）と呼ばれる。編集酵素の発現スペクトルから、IGFBP7のpre-mRNAはADAR1の基質になっていると考えられている。

### 編集部位
IGFBP-7のpre-mRNAは2か所で編集が行われる。これらの編集部位はIGFドメイン内に位置する。編集によって、最終的なタンパク質の78番目のアミノ酸がアルギニン（R）からグリシン（G）へ（R/G部位）、95番目のアミノ酸がリジン（K）からアルギニンへ（K/R部位）、それぞれ置換される。
ECSは編集部位の約200塩基上流のコーディング領域内に位置する。ECSは140塩基対の二本鎖構造を形成する。これら2つの編集は、同じ組織試料のcDNAとゲノムDNAを分析することで、RNA編集によるものであることが実験的に確認されている。興味深いことに、このRNAは対合にイントロン配列を必要としないため、理論上は成熟後のmRNAでも編集が起こり続けている可能性がある。3番目の編集部位候補が存在していたが、配列解析ではRNA編集の証拠は得られなかった。これは、RNA編集過程が組織特異的であるか、または編集が低頻度で行われていることを示している可能性もある。他の可能性としては、これらの編集が特定のゲノム多型と関連していることが考えられる。また、この編集部位はアンチセンス転写産物と重複しており、これが二本鎖RNA構造を形成してADARの基質となっている可能性もある。

### 編集の調節
編集は広範囲の組織で観察されている。95番目のアミノ酸のK/R部位での編集は、ヒトの脳では非常に高い頻度で生じている。

### 編集の影響

#### 構造
未編集転写産物から合成されるタンパク質では、78番のアミノ酸であるアルギニンに近接してバリン49番が存在する。このバリンはIGF-1のフェニルアラニンと疎水性相互作用を行う重要な残基である。編集によるグリシンへの置換によって、ループのコンフォメーション変化につながる柔軟性がもたらされ、複合体を安定化する疎水性相互作用が破壊されると考えられている。未編集転写産物から合成されるタンパク質では98番のアミノ酸はリジンである。この残基はIGF-1のグルタミン酸38番の側鎖の両親媒性部分と非特異的な相互作用を行う。編集後転写産物から合成されるタンパク質ではこの部位はアルギニンとなっている。アルギニンの長い側鎖では、こうした弱い相互作用を維持することができないと考えられている。

#### 機能
編集領域にはヘパリン結合部位が存在し、この領域はタンパク質分解のための認識配列の一部でもある。ヘパリンの結合はタンパク質の細胞への結合と細胞接着機能を阻害する。97番のアミノ酸での切断はヘパリンの結合を低下させるとともに、タンパク質の成長促進活性も調節する。編集部位はこの推定ヘパリン結合領域内に存在するため、編集によってヘパリン結合とタンパク質分解の切断に影響が生じ、その結果として下流で他の影響を及ぼしている可能性がある。このタンパク質はアポトーシス、細胞成長や血管新生の調節に関与していることから、編集はこれらの過程に影響を与えると考えられる。

## 学習と記憶における機能
ある研究では、恐怖消去学習によって誘発されるIGF2/IGFBP7シグナルが生後17～19日目の新生マウスの海馬神経細胞の生存を促進することが明らかにされている。このことは、PTSDなどの過剰な恐怖記憶に関連する疾患の治療にはIGF2シグナルと成体神経発生を強化する治療戦略が適していることを示唆している。同グループは、アルツハイマー病ではIGFBP7レベルが上昇しており、これがDNAのメチル化を介して調節されていることを発見した。野生型マウスでのIGFBP7レベルの上昇は記憶障害を引き起こし、またアルツハイマー病様の記憶障害を発症したマウスでIGFBP7の機能を遮断すると記憶機能が回復する。これらのデータは、IGFBP7が記憶固定の重要な調節因子であることを示唆しており、アルツハイマー病のバイオマーカーとして利用できる可能性がある。また、IGFBP7の標的化はアルツハイマー病患者の治療の新たな手段となる可能性がある。

## 読者案内
- “Enhanced expression of an insulin growth factor-like binding protein (mac25) in senescent human mammary epithelial cells and induced expression with retinoic acid.”. Proc. Natl. Acad. Sci. U.S.A. 92 (10):  4472–6. (1995). Bibcode: 1995PNAS...92.4472S. doi:10.1073/pnas.92.10.4472. PMC 41966. PMID 7538673.
- “Synthesis and characterization of insulin-like growth factor-binding protein (IGFBP)-7. Recombinant human mac25 protein specifically binds IGF-I and -II.”. J. Biol. Chem. 271 (48):  30322–5. (1997). doi:10.1074/jbc.271.48.30322. PMID 8939990.
- “Generation and characterization of an IGFBP-7 antibody: identification of 31kD IGFBP-7 in human biological fluids and Hs578T human breast cancer conditioned media.”. J. Clin. Endocrinol. Metab. 82 (4):  1301–3. (1997). doi:10.1210/jc.82.4.1301. PMID 9100611.
- “Immunohistochemical study of prostacyclin-stimulating factor (PSF) in the diabetic and atherosclerotic human coronary artery.”. Diabetes 46 (10):  1627–32. (1997). doi:10.2337/diabetes.46.10.1627. PMID 9313760.
- “Inhibition of insulin receptor activation by insulin-like growth factor binding proteins.”. J. Biol. Chem. 272 (49):  30729–34. (1998). doi:10.1074/jbc.272.49.30729. PMID 9388210.
- “Identification of cell-binding site of angiomodulin (AGM/TAF/Mac25) that interacts with heparan sulfates on cell surface.”. J. Cell. Biochem. 75 (2):  187–95. (1999). doi:10.1002/(SICI)1097-4644(19991101)75:2<187::AID-JCB1>3.0.CO;2-R. PMID 10502291.
- “Heterogeneity of endothelial cells: the specialized phenotype of human high endothelial venules characterized by suppression subtractive hybridization.”. Am. J. Pathol. 155 (6):  2043–55. (1999). doi:10.1016/S0002-9440(10)65523-X. PMC 1866921. PMID 10595934.
- “Distribution of IGFBP-rP1 in normal human tissues.”. J. Histochem. Cytochem. 48 (6):  747–54. (2000). doi:10.1177/002215540004800603. PMID 10820148.
- “A secreted tumor-suppressor, mac25, with activin-binding activity.”. Mol. Med. 6 (2):  126–35. (2000). doi:10.1007/BF03401780. PMC 1949932. PMID 10859029.
- “Expression of growth hormone-releasing factor, growth hormone, insulin-like growth factor-1 and its binding proteins in human lung.”. Neuropeptides 34 (2):  98–107. (2001). doi:10.1054/npep.2000.0802. PMID 10985926.
- “Interaction of IGF-binding protein-related protein 1 with a novel protein, neuroendocrine differentiation factor, results in neuroendocrine differentiation of prostate cancer cells.”. J. Clin. Endocrinol. Metab. 86 (9):  4504–11. (2001). doi:10.1210/jc.86.9.4504. PMID 11549700.
- “Insulin-like growth factor binding protein-related protein 1 inhibits proliferation of MCF-7 breast cancer cells via a senescence-like mechanism.”. Cell Growth Differ. 13 (5):  205–13. (2002). PMID 12065244.
- “Characterization of mac25/angiomodulin expression by high endothelial venule cells in lymphoid tissues and its identification as an inducible marker for activated endothelial cells.”. Int. Immunol. 14 (11):  1273–82. (2003). doi:10.1093/intimm/dxf102. PMID 12407018.
- “Increased manganese superoxide dismutase (SOD-2) is part of the mechanism for prostate tumor suppression by Mac25/insulin-like growth factor binding-protein-related protein-1.”. Oncogene 22 (7):  1024–34. (2003). doi:10.1038/sj.onc.1206210. PMID 12592389.
- “A combined approach for gene discovery identifies insulin-like growth factor-binding protein-related protein 1 as a new gene implicated in human endometrial receptivity.”. J. Clin. Endocrinol. Metab. 88 (4):  1849–57. (2003). doi:10.1210/jc.2002-020724. PMID 12679483.
- “Generation of anti-insulin-like growth factor-binding protein-related protein 1 (IGFBP-rP1/MAC25) monoclonal antibodies and immunoassay: quantification of IGFBP-rP1 in human serum and distribution in human fluids and tissues.”. J. Clin. Endocrinol. Metab. 88 (7):  3401–8. (2003). doi:10.1210/jc.2002-021315. PMID 12843194.
- “A high endothelial venule secretory protein, mac25/angiomodulin, interacts with multiple high endothelial venule-associated molecules including chemokines.”. J. Immunol. 171 (2):  553–61. (2003). doi:10.4049/jimmunol.171.2.553. PMID 12847218.